# Parironus biscuspis
Parironus biscuspis är en rundmaskart som beskrevs av Boucher 1971. Parironus biscuspis ingår i släktet Parironus och familjen Ironidae. Inga underarter finns listade i Catalogue of Life.